# Hockey Club Diavoli Rossoneri Milano
I Diavoli Rossoneri erano una squadra di hockey su ghiaccio di Milano.

## Storia
La squadra nacque nel 1933, quando l'Excelsior Milano, che aveva disputato - senza grandi risultati - tre campionati (1931, 1932 e 1933) diventa la sezione hockeistica del Milan Football Club.

Diavoli Rossoneri Milano vs HC Slavia Praha in un match del novembre 1935

La prima partecipazione dei Diavoli Rossoneri al campionato italiano è nel 1934, con due squadre. In quegli anni Milano era senza alcun dubbio la capitale dell'hockey su ghiaccio italiano. Subito si accende la dualità con l'altra grande squadra meneghina, l'Hockey Club Milano. Il primo scudetto è della stagione successiva, ed è bissato un anno dopo.
Una prima fusione con l'Hockey Club Milano (divenuta - in tempi di autarchia linguistica - Associazione Disco Ghiaccio Milano), voluta dalla federazione, risale al 1937: nasce l'Associazione Milanese Disco Ghiaccio Milano che domina le due edizioni del campionato disputate prima dell'interruzione per la seconda guerra mondiale. Nel dopoguerra le squadre si separano nuovamente, e ricomincia il dualismo: nelle 9 stagioni tra il 1947 e il 1955 sette scudetti per l'HC Milano e 2 per i Diavoli Rossoneri (1948-49 e 1952-53).
Nel 1955-56 il campionato maggiore non si disputò per le Olimpiadi di Cortina d'Ampezzo. Ne conseguì una crisi finanziaria per tutte e due le compagini milanesi. Perché questa importante piazza non scomparisse, la FISG, per volontà del presidente Remo Vigorelli, mediò per una nuova (e questa volta definitiva) fusione tra i Diavoli e l'HC Milano (diventato nel frattempo HC Milano Inter): nasceva così il Milan Inter Hockey Club, che disputò i due campionati successivi (vincendo quello 1957-58) prima di esser ribattezzato Diavoli Milano Hockey Club.
Nel 1984 una società con lo stesso nome e gli stessi colori venne rifondata, ma la federazione non permise ai nuovi Diavoli di fregiarsi dei titoli della vecchia società. Da questa squadra nasceranno due nuove compagini: nel 1989 l'HC Devils Milano e nel 1999 una rifondazione degli stessi diavoli, attiva a livello giovanile.

### Seconda e terza squadra
I Diavoli Rossoneri parteciparono anche a due campionati di serie A con la seconda squadra (Diavoli Rossoneri II) e a un campionato con la terza squadra (Diavoli Rossoneri III).